# Amphicercidus japonicus
Amphicercidus japonicus är en insektsart. Amphicercidus japonicus ingår i släktet Amphicercidus och familjen långrörsbladlöss. Inga underarter finns listade i Catalogue of Life.